# Margaretha van der Mark
Margaretha van der Mark (Kasteel Rekem, 15 februari 1527 – Kasteel Zevenbergen, 18 februari 1599) was de erfgename en van 1541 tot 1547 regerend gravin van Arenberg (in de Eifel).

## Biografie
Margaretha was de dochter van Robert II van der Mark, graaf van Arenberg, en Walburga van Egmond. Na de dood van haar broer Robert III in 1541 was zij de laatste uit het geslacht Van der Mark die heerste over Arenberg.
Keizer Karel V zorgde ervoor dat Margaretha in 1547 trouwde met zijn vertrouweling Jan van Ligne, baron van Barbançon. Het huwelijkscontract bepaalde dat Jan de naam en het wapen van Arenberg zou overnemen. Dit huwelijk staat daarmee aan het begin van het derde huis Arenberg.
Het paar kreeg volgende kinderen:
- Karel van Arenberg (1550-1616)
- Margaretha (1552-1611), in 1569 getrouwd met Filips van Lalaing
- Robert (1564-1614), eerste prins van Barbançon
- Antonia Wilhelmina (1557-1626), trouwde in 1577 met Salentijn van Isenburg, aartsbisschop van Keulen, die om te trouwen de geestelijke staat verliet.

Jan nam ook de regering van het graafschap Arenberg op zich. In 1549 werd hij verheven tot rijksgraaf. In 1568 sneuvelde Jan in de slag bij Heiligerlee. Hun zoon Karel werd de nieuwe graaf van Arenberg.

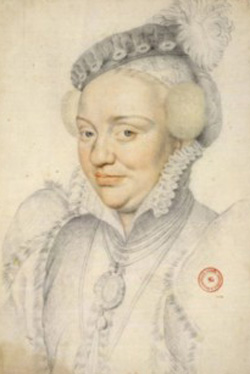
Margaretha aan het Franse hof, geschilderd door François Clouet.

Keizer Maximiliaan II koos Margaretha in 1570 uit als gezelschapsdame en gouvernante voor zijn dochter Elisabeth van Oostenrijk, uitgehuwelijkt aan de Franse koning Karel IX. Na diens dood vergezelde ze haar koningin terug naar Oostenrijk. 
Namens haar zoon Karel, die het in de Nederlanden druk had met het bestrijden van de Opstand, ging ze zich vervolgens bezighouden met het beheer van het kasteel en het rijksgraafschap Arenberg. 
Margaretha en Karel kregen in 1576 samen de rijksvorstelijke waardigheid. In 1590 werd ook de Luikse heerlijkheid Aigremont verheven tot graafschap van het Heilige Roomse Rijk. De laatste jaren van haar leven sleet Margaretha in het heropgebouwde kasteel van Zevenbergen.

## Goudse glazen
Margaretha van der Mark was de schenkster van een in 1571 door Dirk Crabeth vervaardigd gebrandschilderd glas in de Grote of Sint-Janskerk in Gouda met de voorstelling "Judith onthoofdt Holofernes". De keuze voor dit thema, de geschiedenis van de jonge, gelovige en strijdvaardige weduwe Judith, zou verwijzen naar haar eigen levensgeschiedenis. Zowel Margaretha als haar gesneuvelde echtgenoot staan als schenkers afgebeeld aan de onderzijde van het glas. Achter hen staan hun patroonheiligen afgebeeld, Catharina van Alexandrië en Johannes de Doper.